# Robert Atkins
Robert James Atkins (ur. 5 lutego 1946 w Londynie) – brytyjski polityk, deputowany do Parlamentu Europejskiego V, VI i VII kadencji (1999–2014).

## Życiorys
Ukończył studia w Highgate School w Londynie. Od 1979 do 1997 z ramienia Partii Konserwatywnej sprawował mandat posła do Izby Gmin, początkowo z okręgu Preston North, następnie od 1983 z South Ribble. W latach 1984–1986 był przewodniczącym związanych z konserwatystami związków zawodowych.
Od 1982 pełnił funkcję sekretarza parlamentarnego różnych ministrów. W okresie 1987–1992 był podsekretarzem stanu kolejno w Ministerstwie Handlu i Przemysłu (ds. przemysłu i przestrzeni powietrznej), Ministerstwie Transportu (ds. dróg i ruchu drogowego), w Ministerstwie Ochrony Środowiska i Ministerstwie Edukacji (ds. sportu). Zajmował następnie stanowisko ministra stanu ds. Irlandii Północnej oraz ministra stanu w resorcie ochrony środowiska (do 1995).
W 1999 został wybrany w skład Parlamentu Europejskiego. W 2004 i 2009 skutecznie ubiegał się o reelekcję.
Otrzymał w latach 90. tytuł szlachecki, powołano go w skład Tajnej Rady. Został wyróżniony tytułem honorowego obywatela Londynu.